# دوک (فیلم ۲۰۲۰)
دوک (به انگلیسی: The Duke) فیلمی محصول سال ۲۰۲۰ و به کارگردانی راجر میشل است. در این فیلم بازیگرانی همچون جیم برودبنت، هلن میرن، فیون وایتهد، آنا مکسول مارتین، متیو گود، ایمی کلی، جاشوآ مک‌گوایر، شارلوت اسپنسر، جان هفرنان، اندرو هاویل، جیمز ویلبی، ریچارد مک‌کیب و چارلز ادواردز ایفای نقش کرده‌اند.